# Open notebook science
El Open notebook science (en español cuaderno de laboratorio abierto) es la práctica de hacer que el registro primario completo de un proyecto de investigación este disponible públicamente, en línea y tal como está registrado. Esto consiste en colocar el cuaderno de laboratorio o del investigador en línea junto con todos los datos crudos y procesados así como cualquier material asociado, tal como se genera este material. El enfoque puede resumirse por el lema "ninguna información privilegiada". Este es el extremo lógico de enfoques abiertos a la investigación e incluye explícitamente la puesta a disposición de experimentos inéditos fallidos, menos importantes y de otra índole; llamados "datos oscuros". La práctica de la ciencia del cuaderno abierto, aunque no es la norma de la comunidad académica, ha ganado considerable atención en la investigación reciente, general, y de revisión académica por pares como parte de una tendencia general hacia enfoques más abiertos en la práctica de la investigación y publicación. La Ciencia del cuaderno abierto, por tanto, puede ser descrito como parte de un más amplio movimiento de ciencia abierta que incluye la promoción y adopción de la publicación de acceso abierto, datos abiertos y ciencia ciudadana. Está inspirado en parte por el éxito del software de código abierto y se basa en muchas de sus ideas.

## Historia
El término abierto La Ciencia del Open Notebook ' se utilizó por primera vez en un blog post creado por Jean-Claude Bradley, un profesor de química en la Universidad de Drexel. Bradley describió La Ciencia del cuaderno abierto como sigue:

hay una URL a un cuaderno de laboratorio que está libremente disponible e indexado en motores de búsqueda comunes. No tiene que necesariamente parecerse a un cuaderno de papel, pero es fundamental que toda la información disponible a los investigadores para hacer sus conclusiones está igualmente disponible para el resto del mundo
Jean-Claude Bradley

## Beneficios
El objetivo de la ciencia del Open Notebook es poner el registro completo de la investigación científica a disposición de todos. Esto permite que otros científicos obtenengan descripciones detalladas de los procedimientos, crudos y datos analizados tanto para la comparación con su propio trabajo o construcción de los mismos. Los defensores argumentan que esto puede mejorar la comunicación de la ciencia, aumentar la tasa en el cual la investigación puede progresar y reducir el tiempo perdido debido a la repetición de experimentos fallidos. En particular, los defensores argumentan que permite una colaboración más eficaz así como permite nuevas formas de colaboración que los colaboradores no necesariamente conocen de antemano.
Uno de los objetivos de la ciencia del Open Notebook es "mejorar la comunicación científica".
Un notebook de laboratorio público hace conveniente citar los casos exactos de experimentos utilizados para apoyar los argumentos en los artículos. Por ejemplo, en un documento sobre la optimización de una Reacción de Ugi, tres lotes diferentes del producto son utilizados en la caracterización y cada espectro hace referencia al  experimento específico donde se utilizó cada lote: EXP099, EXP203  y EXP206. Esta obra fue publicada posteriormente en el diario de experimentos visualizados, demostrando que puede mantenerse la integridad de la procedencia de los datos del notebook de laboratorio en la publicación final de una revista.
Sin más calificaciones, la ciencia del Open Notebook implica que la investigación se está solucionando sobre la marcha y sin demora excesiva o filtro. Esto permite a otros entender exactamente cómo la investigación realmente ocurre dentro de un campo o un grupo de investigación específico. Dicha información podría ser de valor para los colaboradores, futuros alumnos o futuros empleadores. Proporcionando acceso a las páginas de notebook selectiva o insertando un periodo de bloqueo podría ser incompatible con el significado del término "Open" en este contexto. A menos que se informe de correcciones de errores, experimentos fallidos y resultados ambiguos, no será posible para un observador externo entender exactamente cómo la ciencia está siendo llevada a cabo. Términos como Pseudo o parcial han sido utilizados como calificadores para el intercambio de información de notebook de laboratorio de forma selectiva o con un retraso significativo.

## Argumentos en contra
Los argumentos contra la adopción de cuadernos de laboratorio abiertos se dividen principalmente en tres categorías que tienen diferente importancia  en diferentes campos de la ciencia. La principal preocupación, expresada especialmente por científicos biológicos y médicos es la del 'robo de datos' o 'recogida'. Mientras que el grado en que los grupos de investigación roban o adaptan los resultados de los demás sigue siendo un tema de debate, es ciertamente el caso de que el miedo a no ser el primero en publicar unidades cause este comportamiento, especialmente en algunos campos. Esto está relacionado con el enfoque de estos campos en los documentos públicos revisados como la métrica principal del éxito de la carrera.
El segundo avance del argumento  en contra del Open Notebook Science es que constituye a una publicación previa, haciéndola imposible para patentes y difícil de publicar los resultados en la literatura tradicional revisada (peer). Con respecto a las patentes, la publicación en la web es claramente clasificada como revelación. Por lo tanto, aunque puede haber discusiones sobre el valor de las patentes y enfoques que sortean este problema, está claro que  el Open Notebook Science no es apropiado para la investigación para la que la protección de patentes es un resultado esperado y deseado. Con respecto a la publicación en la literatura revisada, el caso está más claro. La mayoría de los editores de revistas científicas aceptan material que previamente ha sido presentado en una conferencia o en forma de una preimpresión. Los editores que en estos formularios aceptan material que ha sido previamente publicado generalmente han indicado informalmente que la publicación web de datos, incluidos en los Open Notebook Science, entra en esta categoría. Proyectos de Open Notebook Science han sido exitosamente en alto factor de impacto revistas revisadas (peer) pero esto no ha sido probado con una amplia gama de editores. Es de esperarse que los editores que excluyen explícitamente estas formas de pre-publicación no aceptará material divulgado previamente en un Open Notebook.
El último argumento se relaciona con el problema del 'diluvio de datos'. Si el volumen actual de la literatura de (peer) revisión es demasiado grande para ser manejada por cualquier persona, entonces ¿cómo puede alguien esperar para hacer frente a la enorme cantidad de material no revisado que potencialmente podría estar disponible, especialmente cuando algunos, quizás más, serían de mala calidad? Un argumento relacionado es "mi notebook es demasiado específico" para que pueda ser de interés para otras personas. La cuestión de cómo descubrir material de alta calidad y material pertinente es una cuestión conexa. La cuestión del comisariado y validación de datos y calidad metodológica es un problema grave y que posiblemente tiene relevancia más allá de la Open Notebook Science, pero es un reto especial aquí.

## Innovación
La innovación de la ciencia del cuaderno abierto pasa de una ciencia basada en la confianza a una ciencia basada en la transparencia y la verificación del origen de los datos, un cambio que reconoce la habilidad de los investigadores en el experimento, pero sobre todo, que valora su capacidad de documentar adecuadamente lo que dicen haber hecho. El marco teórico se construyó a partir de la noción de cultura epistémica (Knorr-Cetina, 1999) y la perspectiva de las “tres tecnologías” empleada por Shapin y Shaffer (1985) en la descripción de la construcción, por los filósofos naturalistas de la “materia de hecho” como una “variación del conocimiento” tan fuerte que este concepto se ha convertido en sinónimo de la ciencia misma.

## Financiación y patrocinio
El desafío de Open Notebook Science, ahora dirigido a informar de las medidas de solubilidad en disolventes no acuosos, ha recibido el patrocinio de Submeta, Naturaleza y Sigma-Aldrich. El primero de los diez ganadores del concurso de diciembre de 2008 fue Jenny Hale.

## Logos
Los logos pueden utilizarse en Notebooks para indicar las condiciones de uso compartido. Plenamente los Open Notebooks están marcados como "Todo el contenido" y el acceso "Inmediato". Parcialmente los Open Notebooks pueden marcarse como "Contenido seleccionado" o "Retrasado".